# Ermita de Santa María de La Piscina
La ermita de Santa María de La Piscina es un templo católico situado cerca de Peciña, en el municipio riojano de San Vicente de la Sonsierra (España). Se encuentra aislada sobre un collado entre dos cerros y es el edificio más completo y mejor conservado del románico en La Rioja, habiendo sido construido en el siglo XII, sin grandes añadidos posteriores.

## Situación
Se encuentra en la ladera sur de la sierra de Cantabria, sobre una colina que domina el valle del Ebro, a 1 km de Peciña y Ábalos y a 3 km de San Vicente de la Sonsierra, a cuyo municipio pertenece. Se accede a ella desde la carretera que conduce a Peciña, encontrándose a la derecha una pequeña zona de aparcamiento y un camino que conduce a la ermita.

## Historia

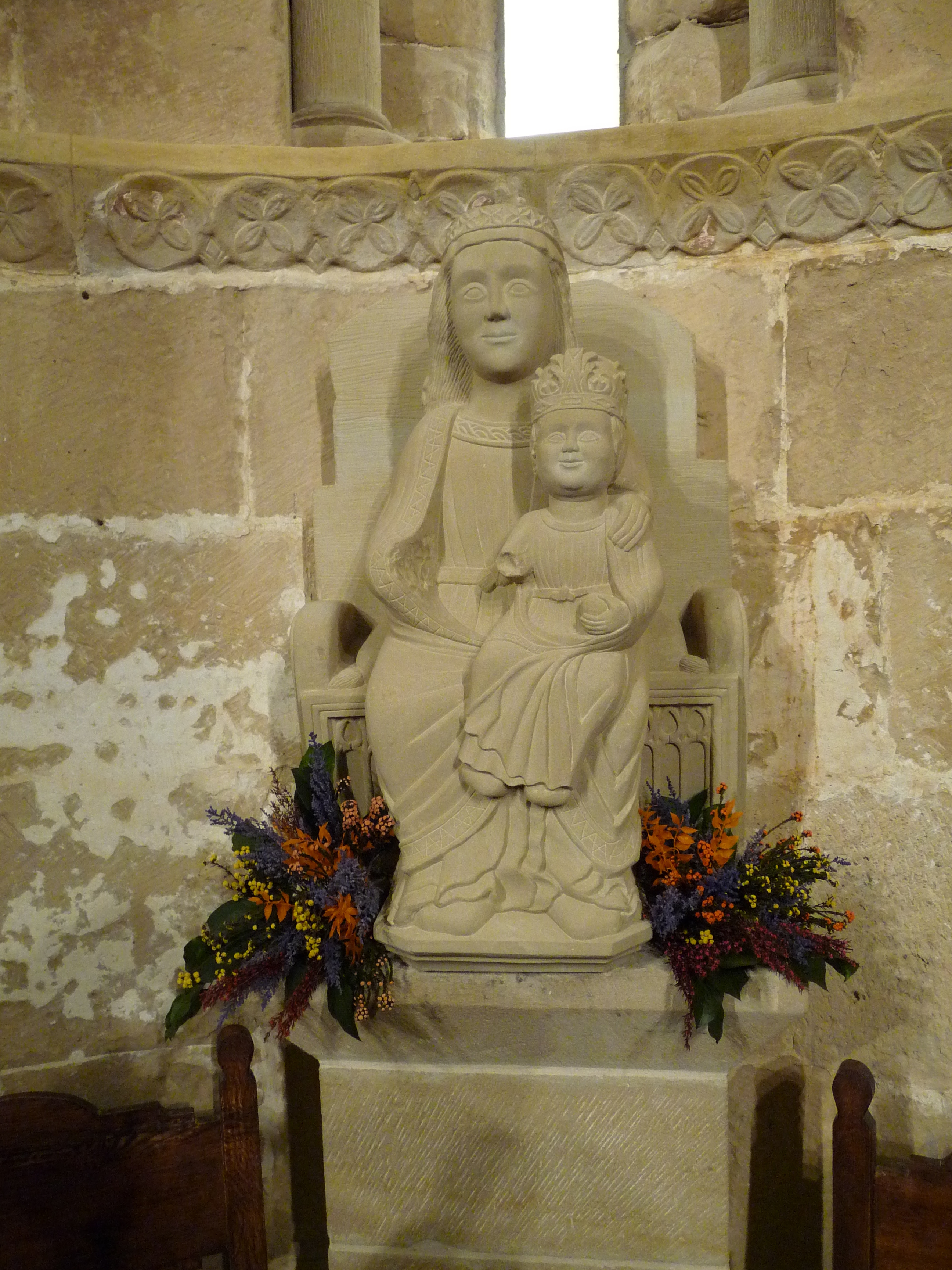
Imagen de Santa María de la Piscina

El infante Ramiro Sánchez de Navarra, hijo de Sancho Garcés IV, participó en la Primera Cruzada por la conquista de Tierra Santa, atacando Jerusalén por la Piscina Probática. 
A su regreso trajo consigo una astilla perteneciente a la cruz verdadera donde fue colgado Cristo, además de una imagen de la virgen supuestamente tallada por el apóstol San Lucas. Organizó una especie de orden de caballería denominada La Divisa y se internó en el Monasterio de San Pedro de Cardeña. En su testamento, realizado en Cardeña el 13 de noviembre de 1110, dejó la petición de que se construyese una ermita para venerar a la virgen y la astilla de Tierra Santa, acompañados de una Divisa de los Reyes de Navarra. Así, su hijo Sancho Ramírez (que sería el primer patrón de la Divisa) y el Abad de Cardeña Pedro Virila la mandaron construir en el lugar donde se encuentra, que había sido heredado por Sancho junto al señorío de Peñacerrada y Montoria, estando acabada en 1136 y siendo consagrada el 1 de agosto de 1137 por Sancho de Funes, obispo de Calahorra.
El nombre fue dado en honor de la piscina probática del templo de Jerusalén.
Con la intención de que tuviese fondos propios para sufragar sus gastos, Sancho Ramírez la dotó en su consagración con varias casas y heredades de Peñacerrada y Montoria, la constituyó en parroquia con pila bautismal y puso de parroquianos a los habitantes de la zona que la rodeaba, de manera que sobre ellas hicieran justicia y señorío, además de que proporcionasen diezmos a la nueva parroquia de San Martín, lo que traería como consecuencia grandes pleitos entre los habitantes de la zona y la Divisa, hasta que al final estos habitantes pasaron a pertenecer a la parroquia de Peñacerrada.

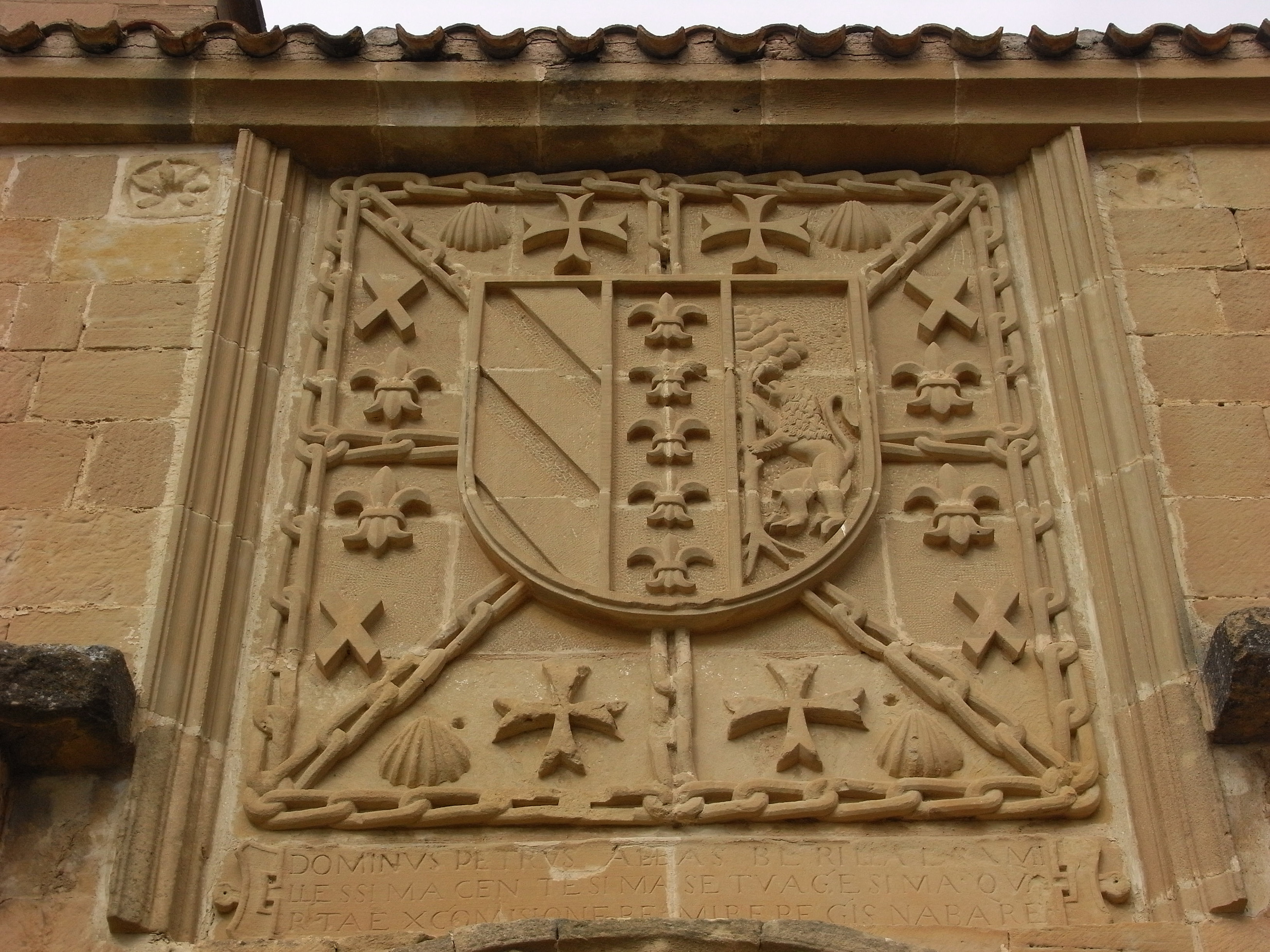
Escudo de armas de la divisa

Hacia 1530 se colocó sobre la puerta de la portada sur un enorme escudo de armas de la Divisa.

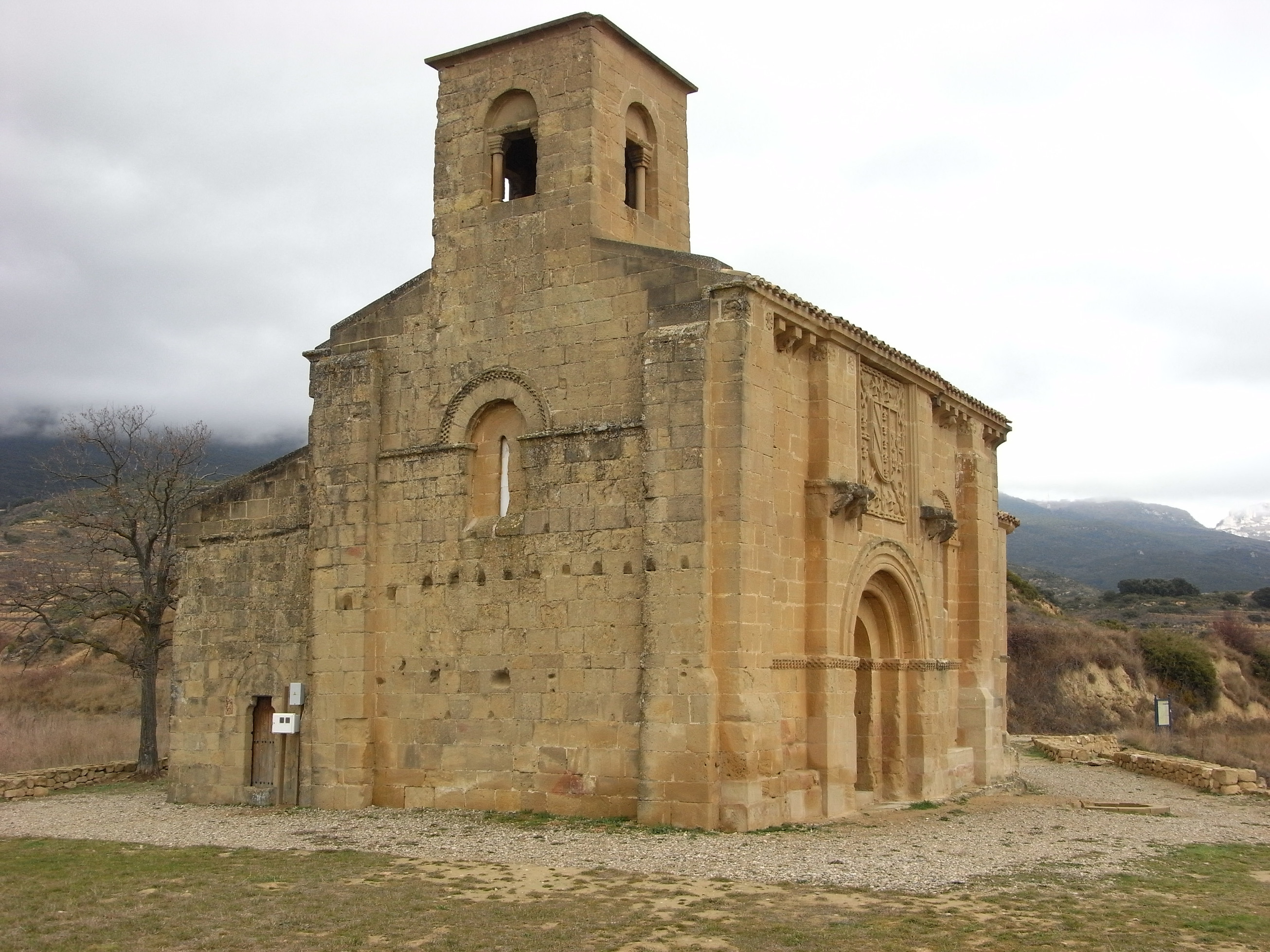
Vista suroeste de la ermita

El Padre Risco, en una de sus visitas, encontró en un nicho que estaba debajo de la piedra que servía de mesa para el altar, una cajita de madera que contenía un cartulario de pergamino que decía:

Consacrata est hoec ecclesia a Sanctio Callgurrensis sive Nagerensi episcopo in honore Sanctae Mariae Virginis, et Sanctae Crucis, el Sancti Joannis, Sancti Thome Apostoli, et Sancti Luiani, et Sancti Georgi, et Sanctorum Quirici et Julitoe, et Sancti Christophori, et Sancti Emiliani, et Sanctae Eufemiae, et Sancti Salvatoris, et omnium sanctorum. In Era MCLXXV kalendis Augusti

Junto al pergamino había polvo y huesos ceñidos con unas correas en las que se leía:

Sanctae Mariae, Sancti Joannis, Sancti Christophori, Sancti Georgi, Sancti Thome, Sancti Quirici, Juliani, Sancti Sebastiani, Sanctae Eufemiae, Sancti Salvatoris, Sancti Crucis, Sancti Juliani, Sancti Jacobi

Como cuando el Padre Risco hizo este descubrimiento la ermita ya estaba en ruinas, depositó el cartulario y las reliquias debajo del ara del altar mayor de la Parroquia de San Martín de Peciña.
Fue restaurada en 1975 por encontrarse en estado ruinoso, reorganizándose la Divisa, Solar y Casa Real de la Piscina. Tras esta, entre los años 1976 y 1978 se realizaron excavaciones en sus alrededores, lo que dio lugar al descubrimiento de la necrópolis y otros vestigios de un poblado existente en la zona, habitado entre el siglo X y el siglo XIV y que se sospecha sería abandonado por la primera Guerra Civil Castellana, trasladándose sus habitantes a la zona donde se encuentra actualmente la aldea de Peciña, cuyo nombre deriva de Piscina.
En 2008 se bendijo una réplica de la Virgen recién instalada en la ermita, realizada por el artesano Javier Pangua de San Vicente.

## Descripción

### Estructura exterior

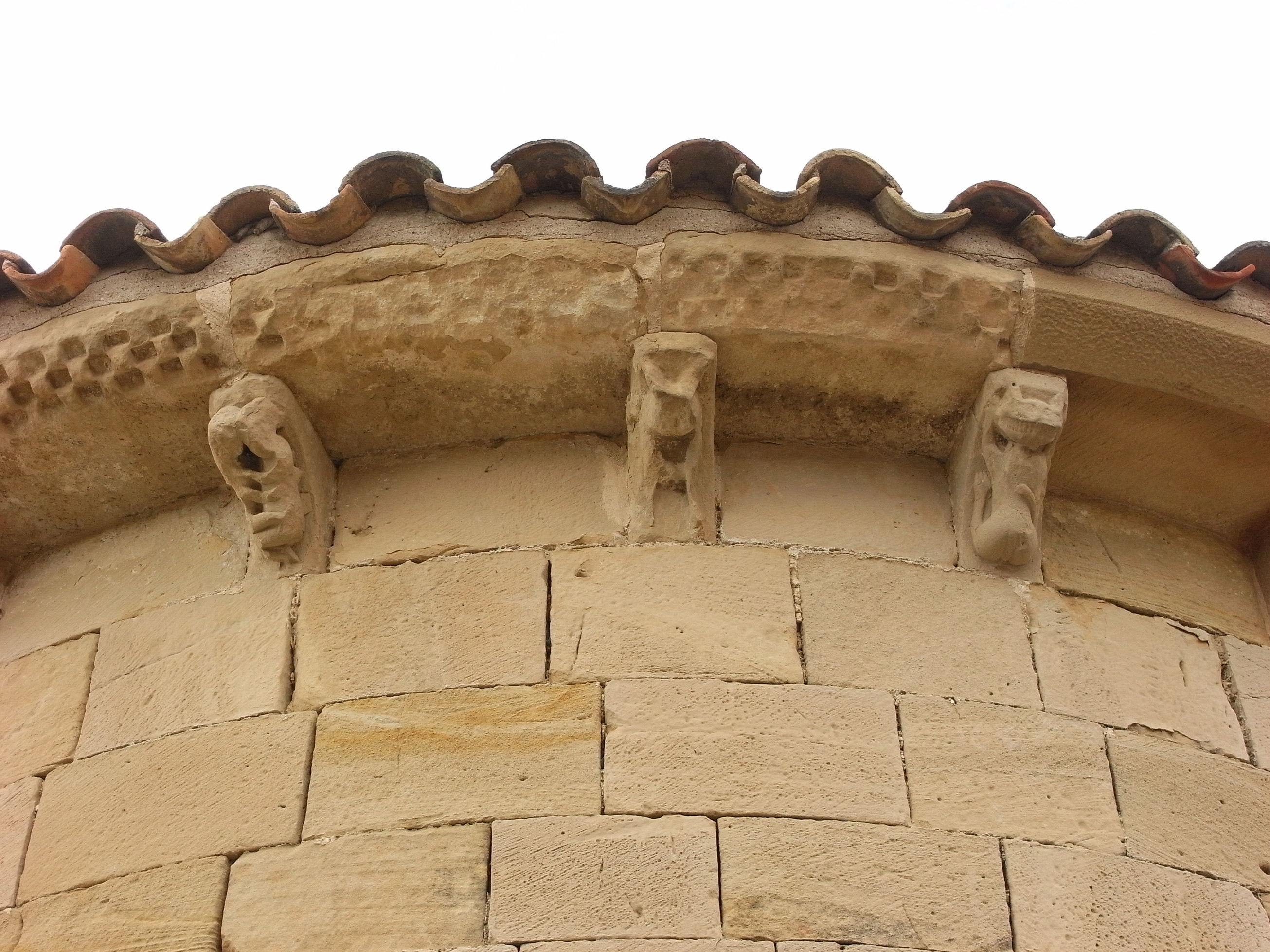
Detalle de los canecillos del ábside

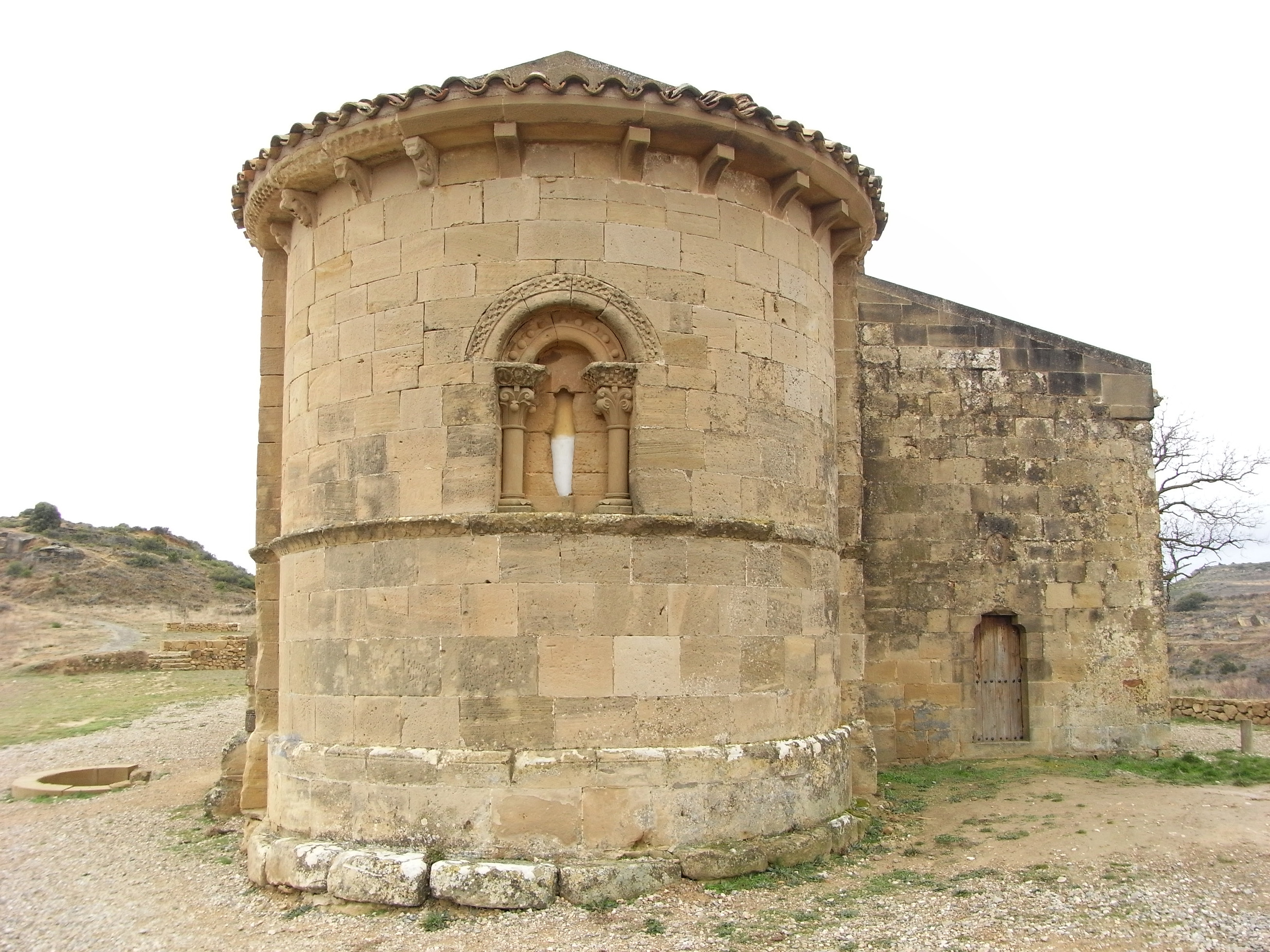
Ábside

Edificada en piedra de sillería, posee un ábside semicircular cubierto con bóveda de horno; es liso, con un ventanal ornado con dos columnillas y una saliente imposta bajo ésta. En la cornisa de su alero se conserva el ajedrezado en algunas zonas y algunos canecillos decorados con parejas abrazadas y un monstruo con el rabo sobre el lomo. La nave, más alta y ancha que el ábside, está reforzada por estribos. En el centro de la fachada sur se encuentra la puerta principal, en la que sobre jambas prismáticas parten tres archivoltas rodeando un tímpano liso, sobre el que se encuentra un enorme escudo de armas de la Divisa. En la fachada del hastial se encuentra una ventana simple y sobre ella la torre campanario, de forma cuadrada. Los canecillos de los aleros son lisos, a excepción de dos de la portada sur decorados con una figura humana con el brazo apoyado en la cintura y un perro atado a un palo; entre ellos hay metopas con florones.
El escudo sobre la puerta sur tiene la inscripción "Dominvs Petrvs Abbas Berilla. Era Millessima centesima setvagesima qvarta ex comisione Ramire Regis Nabare.". Según Martínez Bahamonde, la inscripción que aparecía antes de colocarse hacia 1530 el escudo con la nueva inscripción decía "Dominus Petrus Virila, Abbas, fecit. Era MCXLVIII ex commissione Regis Ramiri, generis Cidi".

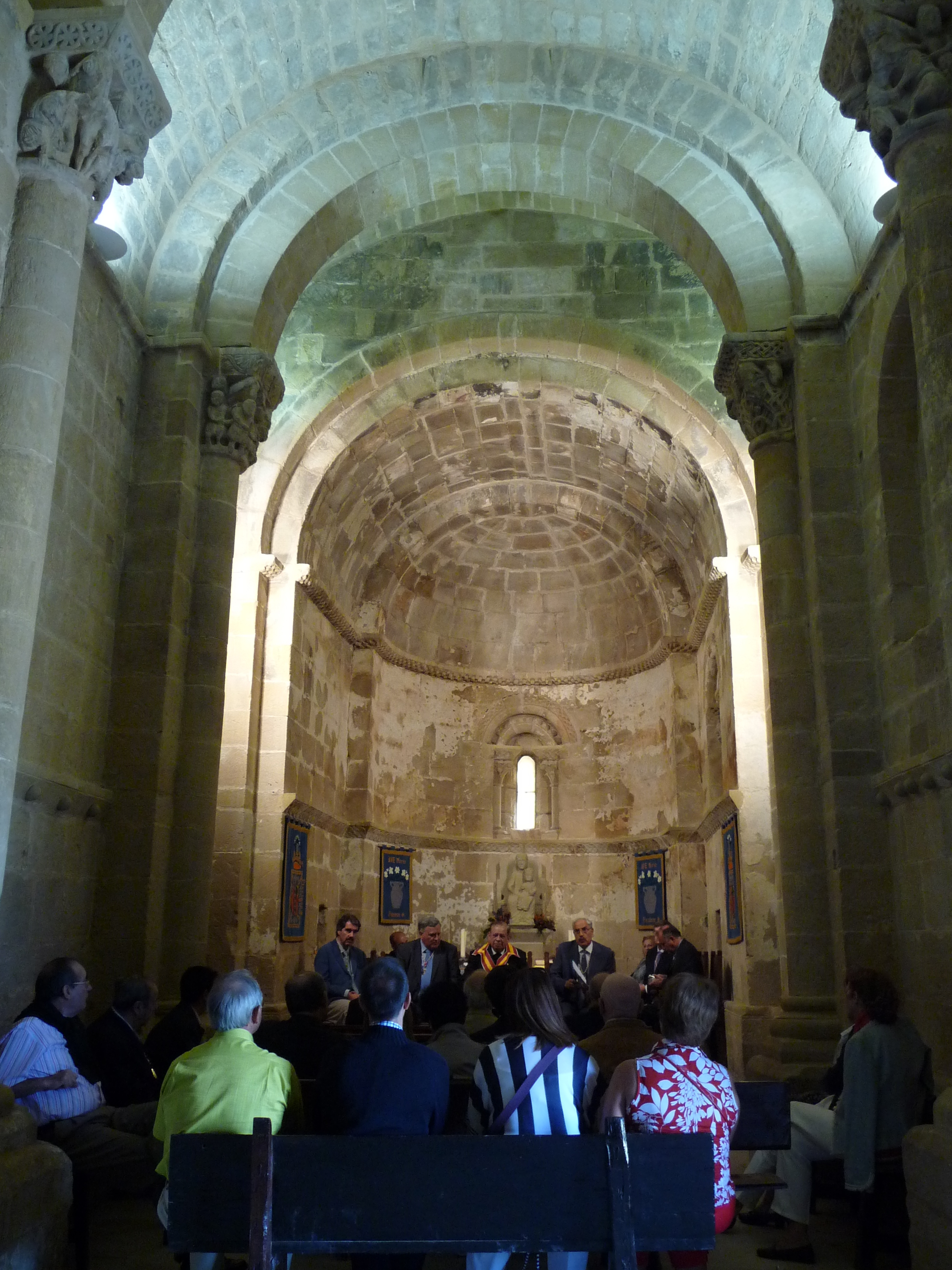
Reunión de diviseros, previa a la misa, en el interior de la ermita

En el arco de la puerta que mira al norte se encontraba una inscripción en caracteres antiguos del siglo XII, que según copió a principios del siglo XIX Martín Fernández Navarrete, la parte que se podía leer decía: "Dominus Petrus Abbas Berilla fabricavit hanc Ecclesiam. Era MCLXXIV".

### Estructura interior
El interior está cubierto por bóvedas de cañón, reforzadas con tres arcos 
fajones de medio punto sobre columnas con capiteles con diferentes motivos. El 
presbiterio es rectangular y está cubierto del mismo modo. La 
nave tiene 
cuatro 
tramos iguales. La sala de reuniones, con acceso desde el interior y el exterior por una puerta situada al oeste, se ilumina con saeteras.

## Elementos de interés en los alrededores

### Necrópolis

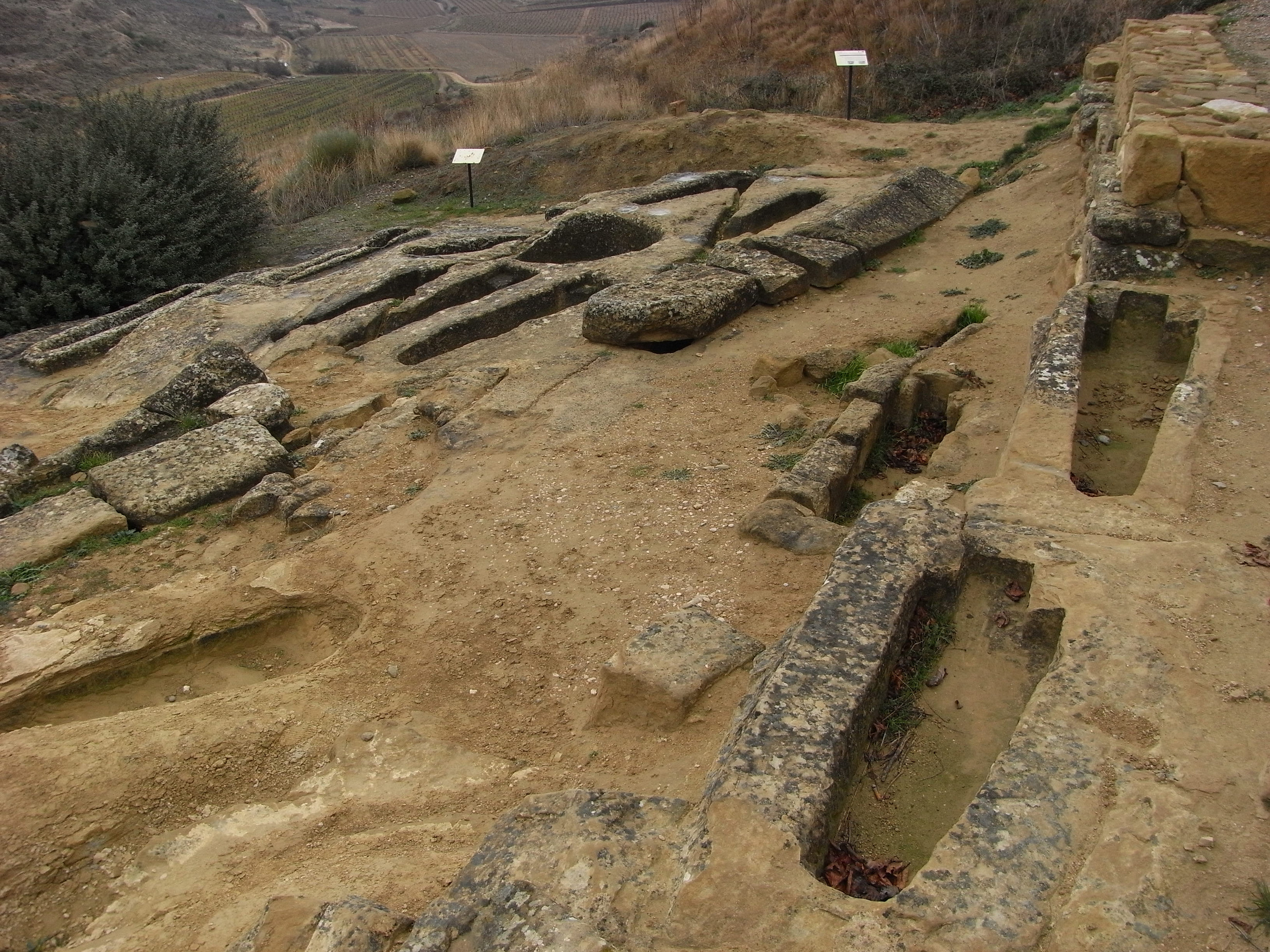
Tumbas antropomórficas

Junto al lado este de la ermita, sobre una ladera suave que desciende hacia el valle, se encuentra una necrópolis de repoblación, con tumbas datadas entre el siglo X y el siglo XIV. Se han encontrado 49, aunque hay cuatro más junto al muro este de la iglesia, próximas al ábside. Las de mediados del siglo X son antropomórficas, talladas en la roca caliza del suelo; las del siglo XII son de lajas y el resto, del siglo XIII y el siglo XIV, son sarcófagos exentos.
La existencia de tumbas anteriores a la construcción de la ermita evidencia que la zona estuvo poblada antes de la elección de este sitio para su construcción.

### Dolmen de La Cascaja
Es un dolmen de los denominados "de corredor" y su estado de conservación es bueno, manteniendo casi toda la estructura del monumento funerario.
Su acceso se encuentra a unos 300 m de la ermita en dirección a la villa de Peciña. Un puente a la izquierda de la carretera cruza el arroyo Los Pozos, desde donde a la izquierda se ve una pequeña elevación geográfica junto a la que se encuentra el monumento.
El corredor de acceso se encuentra dividido en dos partes. En el interior, seis losas de piedra arenisca conforman la cámara, formando un recinto hexagonal de 1,80 x 1,70 m.
Fue descubierto el 5 de agosto de 1953 por Domingo Fernández de Medrano, quien lo desenterró junto con Basilio Osaba, encontrando restos humanos de unos 31 individuos, además de piezas de sílex, cerámica y una punta de bronce.

## Celebraciones
Cada 15 de agosto, festividad de la Asunción de María, los miembros de La Divisa y los cofrades del Solar y Divisa del Principado Medieval de Santa María de la Piscina se reúnen para realizar una junta, seguida de una misa en la ermita.